# 博胶县
博胶县，一译波高县，是柬埔寨腊塔纳基里省下辖的一个县。
据1998年人口普查，此县共有11,758人。